# 特雷斯卡绍埃拉斯
特雷斯卡绍埃拉斯是巴西南大河州的一个市镇。总面积250.478平方公里，总人口10390人，人口密度41.5人/平方公里。